# طريق يونغاس

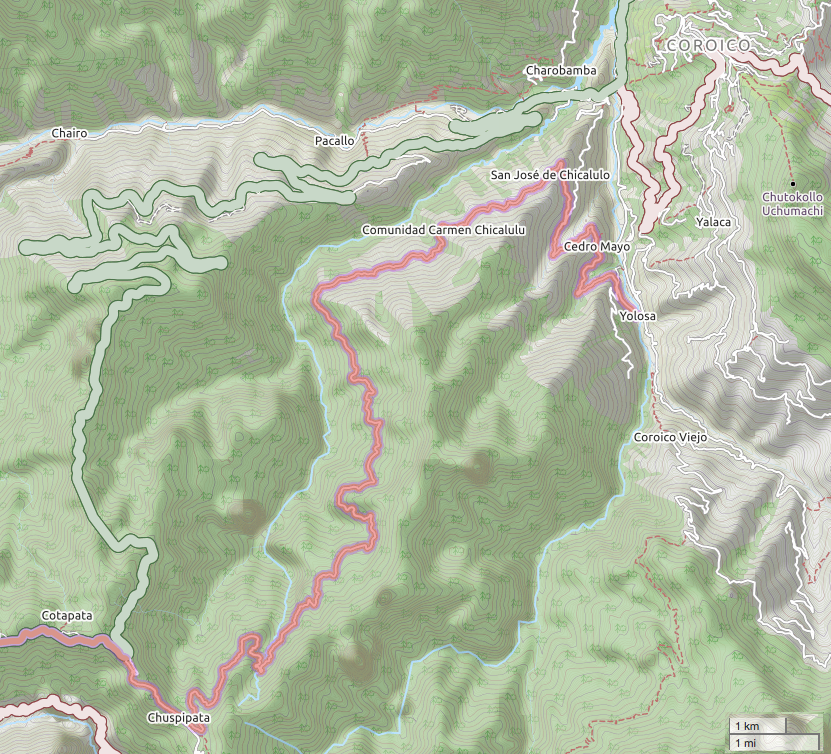
يُشير اللون الأحمر إلى قسم ركوب الدراجات، أما اللون الأخضر فيُشير للطريق البوليفي الوطني 3

طريق يونغاس (بالإنجليزية: Yungas Road)‏ طريق دراجات يبلغ طوله حوالي 60 كم، ويربط بين مدينة لاباز ومنطقة يونغاس ‏ في بوليفيا. تستقطب الطريق حوالي 25.000 سائح سنويًا وهي من المعالم السياحية الرئيسية في لاباز. يلبي العديد من منظمي الرحلات السياحية خدمات ركوب الدراجات الجبلية، حيث يوفرون المعلومات والدلائل ووسائل النقل والمعدات. مات ما لا يقل عن 18 راكب دراجات على الطريق منذ عام 1998. يبلغ طول الطريق السياحي 64 كم، مع ارتفاع 3500 متر.
يشمل الطريق قسم (Cotapata-Santa Bárbara). حلت محل الطريق القديم الذي بني عام 1930. اعتبرت خطرة بسبب منحدراتها الشديدة، ومسارها الفردي الضيق، ونقص حواجز الحماية، والأمطار، والضباب، وأطلق عليها لقب «طريق الموت». ومع ذلك، لم يكن أخطر طريق في المنطقة. على عكس باقي أنحاء البلاد، كانت حركة المرور يسارية، للسماح للسائق بتقييم مسافة العجلة الخارجية من حافة الطريق.
تم بناء طريق بديل جديد، أصبح الآن جزءًا من الطريق 3. تضمن التحديث توسيع مسار المركبات من مسار إلى مسارين؛ ورصف الأسفلت، والجسور، والصرف، وحواجز الحماية، وبناء قسم جديد بين (Chusquipata) و (Yolosa)، متجاوزًا أخطر أقسام الطريق الأصلي.

## صور

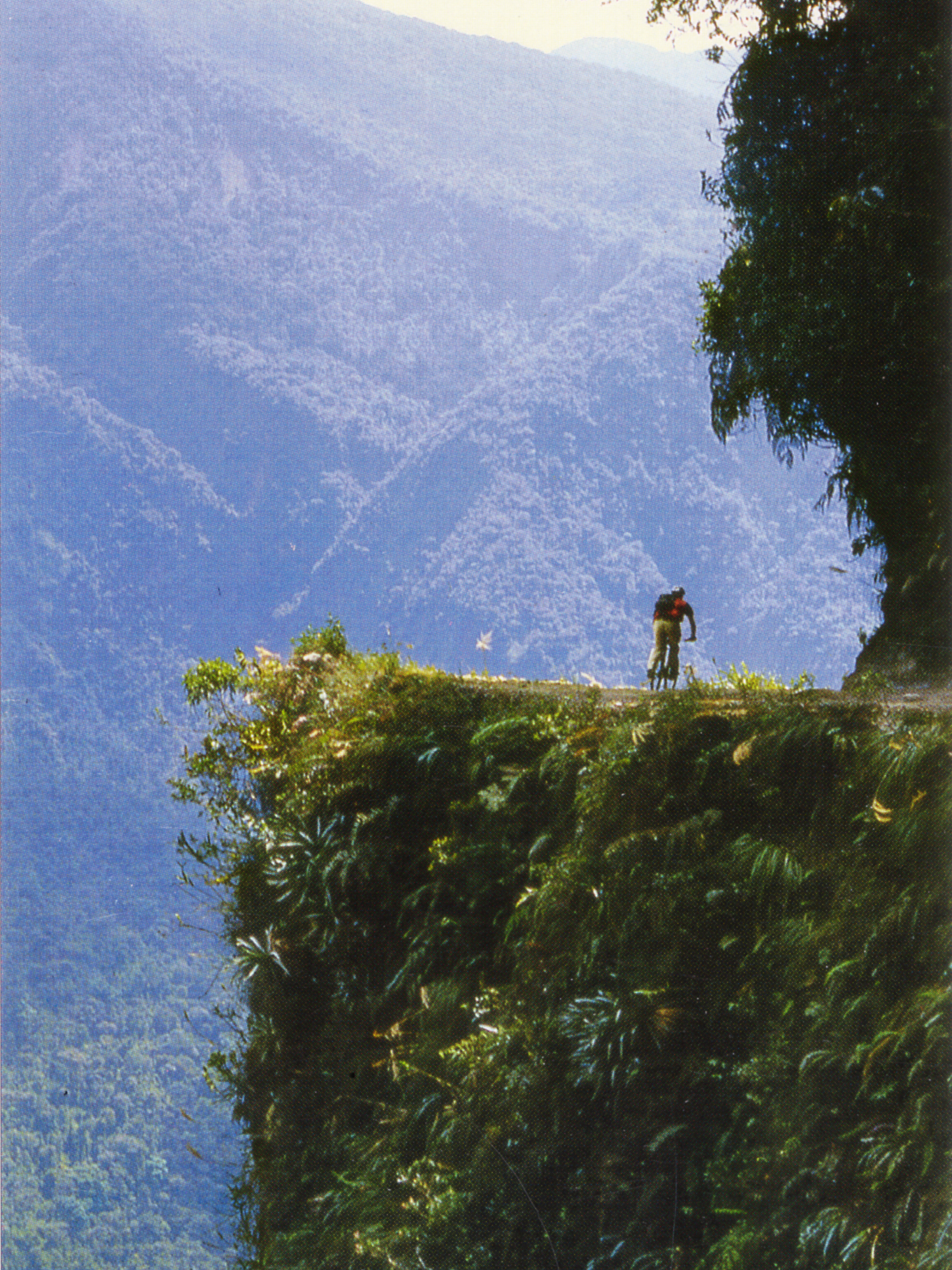
طريق يونغاس.
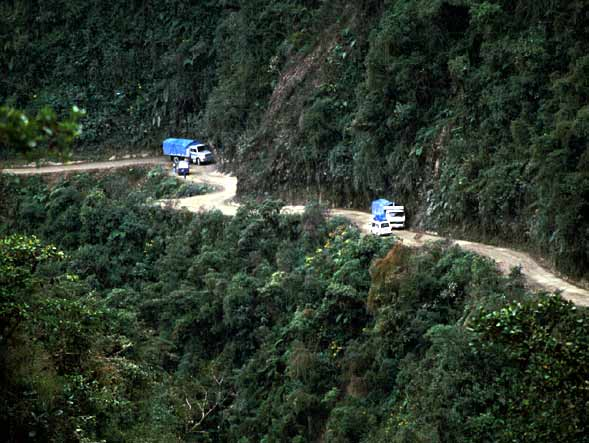
تم فتح طريق يونغاس القديم قبل فتح الطريق الجديد.
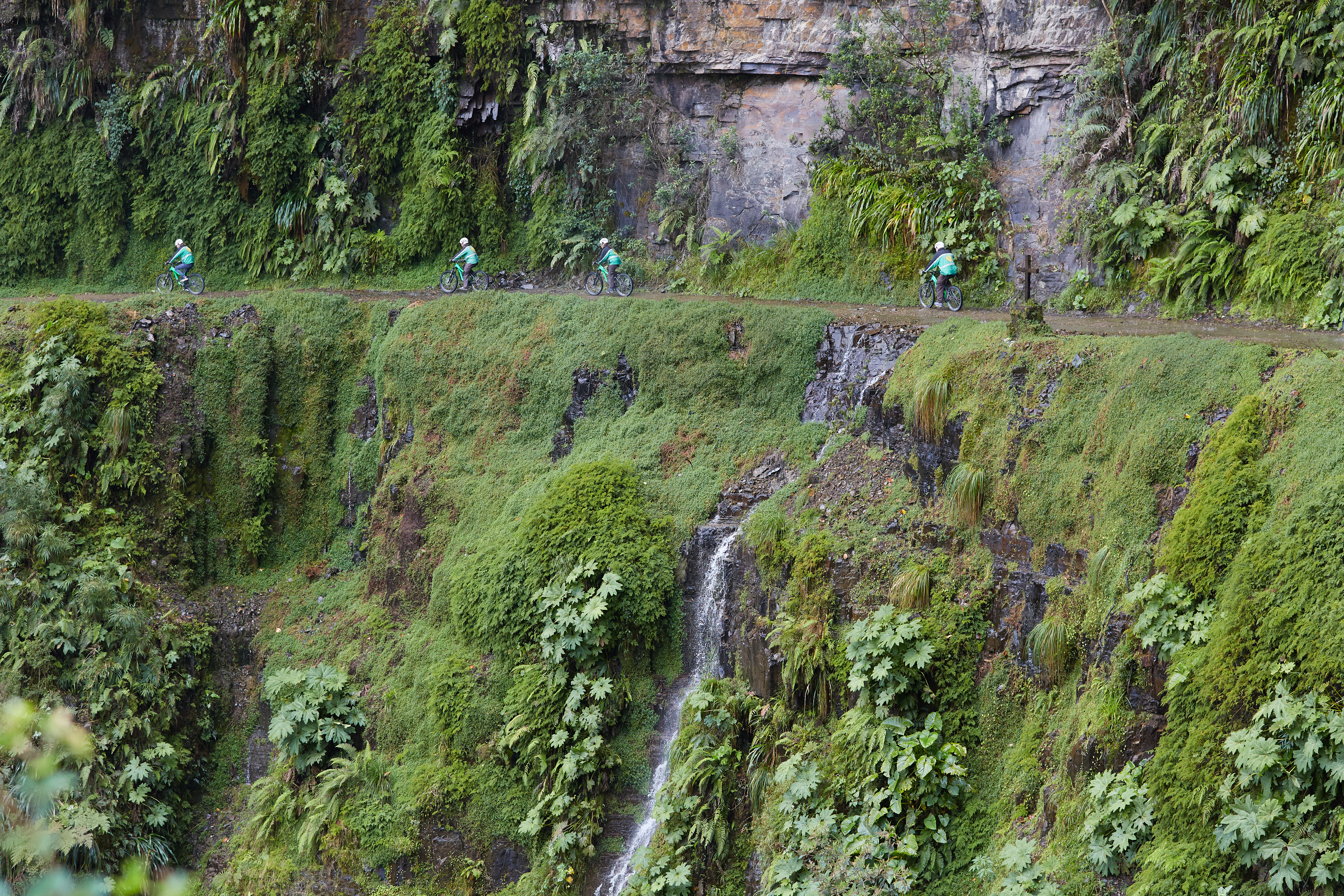
راكبو الدراجات الجبلية على طريق يونغاس.

## روابط خارجية
- (بالإنجليزية) صور على موقع www.offroaders.com
- (بالإنجليزية) صور على موقع officespam.chattablogs.com